# Maître du Boccace de Genève
Ne doit pas être confondu avec Maître du Boccace de Munich.
Le Maître du Boccace de Genève est un maître anonyme enlumineur actif entre 1448 et 1475. Peintre d'abord actif dans l'atelier du Maître de Jouvenel, il travaille ensuite dans l'entourage de René d'Anjou à Angers. Le peintre doit son nom de convention d'un manuscrit d'un livre du Boccace : De Casibus ou Du cas des nobles hommes et femmes, traduit par Laurent de Premierfait conservé à la bibliothèque de Genève (Fr191).

## Éléments biographiques et stylistiques

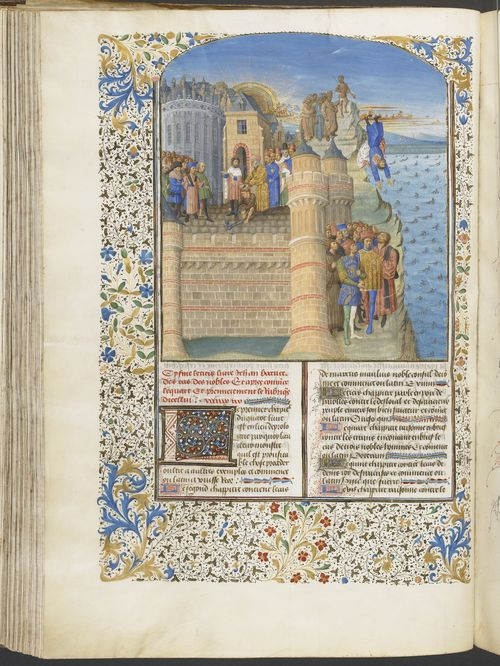
La Mort de Manlius Capitolinus jeté de la roche Tarpéienne, miniature extraite du De Casibus, bibliothèque de Genève, Fr.191, f.110v.

Le plus ancien manuscrit dans lequel des miniatures du maître ont été repérées dans un manuscrit du Mare Historiarum réalisé pour Guillaume Jouvenel des Ursins. Les miniatures datent sans doute des années 1448-1450, période à laquelle il prend sans doute la tête de l'atelier du Maître de Jouvenel, avec lequel il a longtemps été confondu. 
Par la suite, le peintre réalise plusieurs manuscrits pour des commanditaires restés anonymes mais appartenant sans doute pour une partie d'entre eux à l'entourage de René d'Anjou à partir de 1460. Il a peint un portrait de ce prince dans un manuscrit du Livre des stratagèmes vers 1471 et sans doute achevé le manuscrit de la Théséide de Vienne commandé toujours pour René d'Anjou à la même époque, au moment où celui-ci réside en Anjou. C'est là qu'est localisé l'essentiel de la production du maître anonyme. Les manuscrits auxquels il a collaboré sont suffisamment originaux et rares pour faire penser qu'il a joué le rôle de peintre de la cour de René d'Anjou. 
Charles Sterling a vu dans le Maître anonyme le peintre mentionné dans les textes sous le nom de Colin d'Amiens, mort après 1482, appelé aussi Nicolas Dipre ou d'Ypres, fils d'André d'Ypres, lui-même identifié au Maître de Jouvenel. Cette hypothèse n'a pratiquement pas été reprise par les autres historiens de l'art et jugée peu convaincante par François Avril qui préfère rattacher ce nom au Maître de Coëtivy. Claude Schaefer y a vu plutôt le peintre Coppin Delf, mentionné à plusieurs reprises dans les archives du prince, mais d'après celles-ci, Coppin semble avoir plutôt une activité de fresquiste et non d'enlumineur.
Son style est très marqué par l'influence du peintre du roi René, Barthélemy d'Eyck : il lui emprunte des motifs (des têtes et des gestes notamment) mais aussi des rendues de tissus et de matières. D'après l'analyse de ses manuscrits, leur rencontre ou sa connaissance de ses manuscrits datent probablement des années 1450 ou au plus tard de 1460. Il s'est aussi inspirés des lettrines à facette du De situ orbis d'Albi offert au roi René en 1459, pour les recopier dans ses manuscrits des années 1470-1475. Toujours dans ce même manuscrit, il a repris certains personnages attribués à Giovanni Bellini pour les insérer dans une scène du Livre des stratagèmes.

## Manuscrits attribués

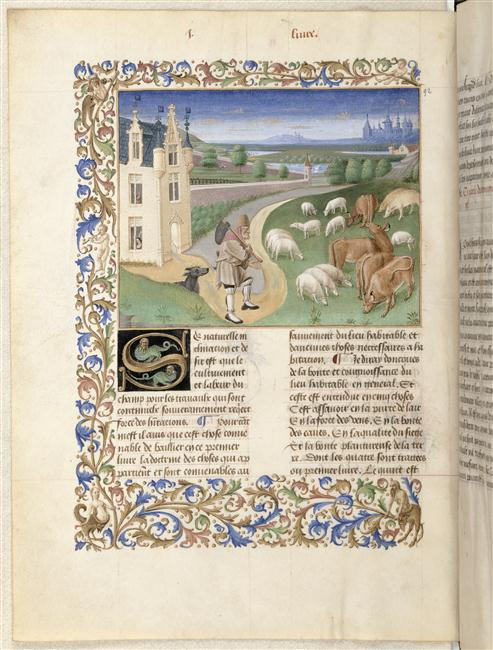
Rustican de Crescenzi, musée Condé.

- Mare historiarum, ajout de miniatures vers 1448-1450 après des miniatures du Maître de Jouvenel pour Guillaume Jouvenel des Ursins, Bibliothèque nationale de France, Lat.4915
- La Cité de Dieu d'Augustin d'Hippone, vers 1450, Getty Museum, 83.MN.129/Ms. Ludwig XI 10 (ajout de miniatures)[9]
- Missel à l'usage de Nantes, vers 1450, Bibliothèque municipale Louis Aragon du Mans, MS223 (1 miniature de sa main)[10]
- Livre d'heures à l'usage de Rome, BNF, Rotschild Ms 2530[11]
- Heures dites de Marie Stuart, vers 1455-1465 (1re campagne de décoration) en collaboration avec le Maître d'Adélaïde de Savoie, le Maître de Jeanne de France, le Maître du Smith-Lesouëf 30 et le dernier maître du Mare historiarum de Jouvenel des Ursins, démembré et partagé entre Bibliothèque nationale de France, Lat.1405 et coll. Heribert Tenschert[12]
- Speculum historiale de Vincent de Beauvais, vers 1460, Bibliothèque nationale du Portugal, ms.il.126 (4 miniatures) avec une miniature conservée au Cleveland Museum of Art (1987-4)
- Le Livre des secrets d'histoire naturelle, vers 1460, Pierpont Morgan Library, M.461
- Du cas des nobles hommes et femmes du Boccace, vers 1460, Bibliothèque de Genève, Fr.191
- Bible moralisée de Philippe le Hardi, ajouts de miniatures dans le 6e cahier après les premières miniatures des frères de Limbourg vers 1402-1404 puis celles du maître de Jouvenel vers 1450. BNF, Fr.166
- De Roma triumphante de Flavio Biondo, vers 1460-1465, Bibliothèque nationale du Portugal, ms.il.92
- Le Livre des anges de Francesc Eiximenis, après 1466, Bibliothèque de Genève, Fr.5
- La Théséide, vers 1470, Bibliothèque nationale autrichienne, vidobo 2617, 7 miniatures après une première campagne d'illustration de Barthélemy d'Eyck vers 1460
- Le Rustican ou livre des prouffitz champestres et ruraulx de Pietro de' Crescenzi, vers 1470-1475, musée Condé, ms.340
- Le Livre des stratagèmes de Frontin, vers 1471, Bibliothèque royale de Belgique, ms.10475
- Pantheologia de Raynerius de Pisis, vers 1470-1475, Bibliothèque nationale du Portugal, ms.il.136-138 (trois initiales historiées)
- Lettres d'Augustin d'Hippone, vers 1475, Bibliothèque municipale de Marseille, ms.209 (bordures et initiales inachevées)
- Les Heures de Philippe de Gueldre, vers 1475, Pierpont Morgan Library, M.263 (fragments : offices de la passion, prières et suffrages)

Manuscrit attribué à un suiveur du maître : 
- Expositio viginti librorum Titi Livii de Nicholas Trivet, vers 1460-1465, Bibliothèque nationale du Portugal, ms.il.134-135